# Underclass Hero
Underclass Hero ist das vierte Studioalbum der kanadischen Pop-Punk-Band Sum 41. Es erschien am 24. Juli 2007 bei Island/Universal. Nach dem Metal-lastigen Vorgänger Chuck ist Underclass Hero eine Rückkehr zum Pop-Punk der älteren Sum-41-Alben, lediglich die ernstere Grundthematik der Texte wurde von Chuck übernommen.

## Entstehung und Veröffentlichung
Nach dem Ausstieg des Leadgitarristen Dave Baksh arbeitete die Band ohne einen neuen Gitarristen an dem neuen Album. Die Aufnahmen fanden zwischen November 2006 und März 2007 in drei verschiedenen Studios in Los Angeles, Van Nuys und Hollywood (alle Kalifornien) statt. Als Produzent arbeitete dieses Mal Sum-41-Sänger Deryck Whibley.
Am 15. Mai erschien die Vorab-Single Underclass Hero, die es in Deutschland und Kanada in die Single-Charts schaffte. Das Album selbst erschien am 18. Juli 2007, zunächst aber nur in Japan. Am 23. Juli 2007 kam das Album dann in Europa und Kanada heraus, einen Tag später auch in den USA.

## Titelliste

### CD
| #   | Titel                                       | Länge |
| --- | ------------------------------------------- | ----- |
| 1.  | Underclass Hero                             | 3:14  |
| 2.  | Walking Disaster                            | 4:46  |
| 3.  | Speak of the Devil                          | 3:58  |
| 4.  | Dear Father                                 | 3:52  |
| 5.  | Count Your Last Blessings                   | 3:03  |
| 6.  | Ma Poubelle                                 | 0:55  |
| 7.  | March of the Dogs                           | 3:09  |
| 8.  | The Jester                                  | 2:48  |
| 9.  | With Me                                     | 4:51  |
| 10. | Pull the Curtain                            | 4:18  |
| 11. | King of Contradiction                       | 1:40  |
| 12. | Best of Me                                  | 4:25  |
| 13. | Confusion and Frustration in Modern Times   | 3:46  |
| 14. | So Long Goodbye                             | 3:01  |
| 15. | Look at Me (Hidden Track, beginnt bei 2:00) | 4:03  |

### Limited Edition

#### CD
| #  | Titel                                                   | Länge |
| -- | ------------------------------------------------------- | ----- |
| 1. | Take a Look at Yourself                                 | 3:24  |
| 2. | No Apologies                                            | 2:58  |
| 3. | This Is Goodbye                                         | 2:28  |
| 4. | Walking Disaster (Liveaufnahme aus dem Studio)          | 4:22  |
| 5. | Count Your Last Blessings (Liveaufnahme aus dem Studio) | 2:41  |

#### DVD
| #  | Titel                      |
| -- | -------------------------- |
| 1. | Underclass Hero            |
| 2. | Pieces                     |
| 3. | We're All to Blame         |
| 4. | Nothing on My Back         |
| 5. | Road to Ruin - Webisode 1  |
| 6. | Road to Ruin - Webisode 2  |
| 7. | Road To Ruin - Webisode 3  |
| 8. | Road to Ruin - Webisode 10 |

## Rezeptionen
In professionellen Bewertungen wurde das Album meistens kritisiert, allerdings variierten die Meinungen der Musikkritiker stark.
Simon Windegger von laut.de vergibt 2 von 5 Sterne und meint, dass man den Weggang des Gitarristen Dave Baksh merken würde, die Platte aber Potential hätte.
Jochen Gedwien vergibt auf plattentests.de 5 von 10 Punkten und schreibt, dass sich das Album gut zum Mitgrölen eignet.
Auf allmusic.com bekommt das Album von Stephen Thomas Erlewine 2 von 5 Sterne. Der Kritiker bezeichnet das Album als typisches Pop-Punk-Album.
sputnikmusic.com vergibt 1 von 5 Sterne. Kritiker Dave Donnelly meint, dass das Album zu kommerziell und die Texte zu langweilig seien.
Raphael Oidtmann vergibt auf cdstarts.de 9 von 10 Punkten. Er schreibt, dass dieses Album gezeigt habe, dass der Punkrock noch nicht ausgestorben sei.
Auf whiskey-soda.de vergibt der Kritiker die Schulnote 2- und meint, dass das Album etwas für Pop-Punk-Fans wäre, man aber keine zu hohen Ansprüche haben dürfe.

## Auszeichnungen
- Goldene Schallplatte
  - Kanada[10].
  - Japan[11]

Außerdem wurde das Album 2008 für den Juno Award in der Kategorie Rockalbum des Jahres nominiert, konnte die Auszeichnung aber nicht gewinnen.